# زمین‌لرزه ۱۹۰۳ یونان
زمین‌لرزه یونان  در تاریخ ۱۱ اوت ۱۹۰۳ میلادی، برابر با ‎۱۹ مرداد ۱۲۸۲، ساعت ۴:۳۲:۵۴ به زمان یوتی‌سی در یونان رخ داد. ژرفای این زلزله ۸۰ کیلومتر بود. بزرگی آن ۸٫۳ در مقیاس ریشتر اعلام شده‌است. زمین‌لرزه به وقت محلی در روز سه‌شنبه، ساعت ۶ روی داده و منطقه زمانی آن یوتی‌سی +۲ بوده‌است (با لحاظ تغییر ساعت تابستانی).
سازمان زمین‌شناسی آمریکا نیز جای این زمین‌لرزه را در مختصات ۳۶°شمالی ۲۳°شرقی / ۳۶°شمالی ۲۳°شرقی و بزرگی آنرا برابر با ۸٫۳ در مقیاس ریشتر اعلام کرده‌است. ژرفای گزارش شده از سوی این سازمان ۱۰۰ کیلومتر می‌باشد.
شمار کشتگان زلزله حدود ۲ نفر بوده‌است. 